# Без даха (књига)
Без даха (итал. Apnea), роман је италијанског писца и музичара Лоренца Амуриа (итал. Lorenzo Amurri, (1971-2016). Књига је објављена 2013. године у издању издавачке куће Fandango. На српском језику у преводу Мирјане Влаховић објављена је 2017. године у издању Sezam Bookа.

## О делу
Лоренцо Амури кроз овај роман доноси потресну причу о свом животу док се лечио од канцера. До детаља је описао своје лечење у једној клиници у Швајцарској, односе са родбином, пријатељима, лекарима и медицинском сестром Клаудијом с којом је развио посебан однос. У неколико интервјуа је изјавио како му је писање управо ове књиге продужило живот.
Главни јунак романа Лоренцо на скијању са својом девојком Јоханом доживљава незгоду и од тада се његов дотадашњи живот мења. Следи хитно пребацивање хеликоптером у болницу, фармаколошка кома и операција кичмене мождине која траје девет сати. Наступа потпуни губитак осетљивости и покретљивости од грудног коша надоле. Од тог момента Лоренцо и његово тело живе два одвојена живота. Оно што му је важно јесу његове руке и нада да ће моћи поново узети своју гитару, јер је музика његов живот.
Књига је ауторова исповест пута од интезивне неге, која је трајала месецима на клиници у Швајцарској, до тренутка повратка у живот који више није његов. Свет у који се вратио није више исти - све је постало недостижно, сви су постали виши. Аутор говори о том повратку у живот. О жељи да види, да тотакне, да осети, да изађе са пријатељима, да води љубав са женом коју воли и поврати слободу која му је одузета. Свака етапа је успон ка врху и за нешто за шта се вреди борити у животу.

## Награде
Роман Без даха освојио је награду Европске уније за књижевност 2015. године.